# Microdon splendens
Microdon splendens är en tvåvingeart som beskrevs av Christian Rudolph Wilhelm Wiedemann 1830. Microdon splendens ingår i släktet myrblomflugor, och familjen blomflugor. Inga underarter finns listade i Catalogue of Life.